# Delko
La Delko, nota in passato come La Pomme Marseille, Marseille 13 e Nippo, era una squadra maschile francese di ciclismo su strada.
Emanazione del Vélo Club La Pomme di Marsiglia e diretta da Frédéric Rostaing, fu attiva come squadra UCI a partire dal 2011. Dalla stagione 2016 al 2021, anno di chiusura, ebbe licenza di squadra Professional/ProTeam, potendo così partecipare su invito a gare del World Tour. Lo sponsor principale dal 2016 al 2019 e nel 2021 fu Delko, società francese di noleggio automobili.

## Storia
Il team Vélo Club La Pomme Marseille, parte dell'omonima associazione ciclistica basata a Marsiglia e nata nel 1974, debutta a livello Elite nel 2000 accedendo alla terza divisione dilettantistica nazionale (DN3); nel 2003 passa alla prima divisione (DN1). Fino al 2010 è un team nazionale non UCI, sotto la direzione di Frédéric Rostaing. 
Nel 2011 entra a far parte dei team UCI Continental (terza categoria di semi-professionismo nel ciclismo su strada), ma per disguidi con la federazione francese il team viene registrato in Lettonia. Al fine di ottenere la registrazione lettone, il team deve ingaggiare sette corridori lettoni. Nella stagione 2012 il team La Pomme Marseille viene registrato in Francia, di conseguenza viene ridotto il numero di corridori.
Nel 2013 a causa degli interessi commerciali e sportivi del gruppo Bonitas avviene la fusione tra La Pomme Marseille e la squadra sudafricana Team Bonitas. In realtà La Pomme Marseille assorbe il Team Bonitas, che scompare. In questo modo il numero di corridori del team aumenta di cinque. Nella stagione 2014 il team cambia nome in Team La Pomme Marseille 13, mentre nel 2015 l'azienda austriaca KTM fornisce le biciclette, e il team cambia nome in Marseille 13-KTM.
Il 2016 è l'anno del salto alla categoria Professional Continental, la seconda categoria del ciclismo professionistico. Entra come sponsor principale la Delko, azienda di noleggio veicoli. Il nuovo nome è Delko Marseille Provence KTM. Grazie alla nuova licenza, al primo anno la squadra viene invitata alla Parigi-Nizza e alla Parigi-Roubaix, mentre al secondo anno viene invitata anche al Giro del Delfinato.
Nel 2020 lo sponsor principale diventa Nippo, il quale subentra dopo la chiusura del team Nippo-Vini Fantini-Faizanè. A fine stagione, con l'addio di Nippo (che si unisce al team EF Education First) e degli storici sponsor istituzionali di Marsiglia e della Provenza, la denominazione torna a essere solamente "Delko". Nel 2021 il team si impone al Giro di Turchia con José Manuel Díaz; a fine anno chiude però i battenti, dopo undici anni da formazione UCI, per problemi finanziari.

## Cronistoria

### Annuario
| Anno | Codice | Nome                         | Cat. | Biciclette                | Dirigenza |
| ---- | ------ | ---------------------------- | ---- | ------------------------- | --- |
| 2000 |        | Vélo Club La Pomme Marseille | Dil. | non conosciuta (bandiera) | Dir. sportivi: ? |
| 2001 |        | Vélo Club La Pomme Marseille | Dil. | non conosciuta (bandiera) | Dir. sportivi: ? |
| 2002 |        | Vélo Club La Pomme Marseille | Dil. | non conosciuta (bandiera) | Dir. sportivi: ? |
| 2003 |        | Vélo Club La Pomme Marseille | Dil. | non conosciuta (bandiera) | Dir. sportivi: ? |
| 2004 |        | Vélo Club La Pomme Marseille | Dil. | non conosciuta (bandiera) | Dir. sportivi: ? |
| 2005 |        | Vélo Club La Pomme Marseille | Dil. | non conosciuta (bandiera) | Dir. sportivi: ? |
| 2006 |        | Vélo Club La Pomme Marseille | Dil. | non conosciuta (bandiera) | Dir. sportivi: ? |
| 2007 |        | Vélo Club La Pomme Marseille | Dil. | non conosciuta (bandiera) | Dir. sportivi: ? |
| 2008 |        | Vélo Club La Pomme Marseille | Dil. | non conosciuta (bandiera) | Dir. sportivi: ? |
| 2009 |        | Vélo Club La Pomme Marseille | Dil. | non conosciuta (bandiera) | Dir. sportivi: ? |
| 2010 |        | Vélo Club La Pomme Marseille | Dil. | non conosciuta (bandiera) | Dir. sportivi: ? |
| 2011 | LPM    | Vélo Club La Pomme Marseille | CT   | CKT                       | Manager: François Guillot Dir. sportivi: Nicolas Delaroziere, Arvis Piziks, Frédéric Rostaing, Benoît Salmon, Linards Veide |
| 2012 | LPM    | La Pomme Marseille           | CT   | CKT                       | Manager: François Guillot Dir. sportivi: Frédéric Rostaing, Freddy Lecarpentier, Arvis Piziks, Benoît Salmon                |
| 2013 | LPM    | La Pomme Marseille           | CT   | CKT                       | Manager: Frédéric Rostaing Dir. sportivi: Freddy Lecarpentier, Arvis Piziks, Benoît Salmon                                  |
| 2014 | LPM    | Team La Pomme Marseille 13   | CT   | CKT                       | Manager: Yves Rousseau Dir. sportivi: Shinichi Fukushima, Frédéric Rostaing, Freddy Lecarpentier, Benoît Salmon             |
| 2015 | M13    | Team Marseille 13 KTM        | CT   | KTM                       | Manager: Frédéric Rostaing Dir. sportivi: Frédéric Rostaing, Shinichi Fukushima, Freddy Lecarpentier, Arvis Piziks          |
| 2016 | DMP    | Delko Marseille Provence KTM | PCT  | KTM                       | Manager: Frédéric Rostaing Dir. sportivi: Gilles Pauchard, Freddy Lecarpentier, Arvis Piziks                                |
| 2017 | DMP    | Delko Marseille Provence KTM | PCT  | KTM                       | Manager: Frédéric Rostaing Dir. sportivi: Frédéric Rostaing, Freddy Lecarpentier, Arvis Piziks, Hristo Zaykov               |
| 2018 | DMP    | Delko Marseille Provence KTM | PCT  | KTM                       | Manager: Frédéric Rostaing Dir. sportivi: Andy Flickinger, Gorka Gerrikagoitia, Arvis Piziks, Hristo Zaykov                 |
| 2019 | DMP    | Delko Marseille Provence     | PCT  | Look                      | Manager: Frédéric Rostaing Dir. sportivi: Andy Flickinger, Gorka Gerrikagoitia, Arvis Piziks, Kévin Rinaldi, Hristo Zaykov  |
| 2020 | NDP    | Nippo Delko One Provence     | PRT  | Look                      | Manager: Frédéric Rostaing Dir. sportivi: Andy Flickinger, Gorka Gerrikagoitia, Arvis Piziks, Kévin Rinaldi, Hristo Zaykov  |
| 2021 | DKO    | Delko                        | PRT  | Look                      | Manager: Frédéric Rostaing Dir. sportivi: Benjamin Giraud, José Azevedo, Gorka Gerrikagoitia, Hristo Zaykov                 |

### Classifiche UCI
| Anno | Classifica   | Pos. | Migliore cl. individuale  |
| ---- | ------------ | ---- | ------------------------- |
| 2011 | Asia Tour    | 60º  | Justin Jules (256º)       |
| 2011 | Europe Tour  | 25º  | Julien Antomarchi (52º)   |
| 2012 | Asia Tour    | 33º  | Benjamin Giraud (52º)     |
| 2012 | Europe Tour  | 30º  | Evaldas Šiškevičius (63º) |
| 2013 | Africa Tour  | 10º  | Julien Antomarchi (37º)   |
| 2013 | Asia Tour    | 6º   | Benjamin Giraud (5º)      |
| 2013 | Europe Tour  | 17º  | Yannick Martinez (15º)    |
| 2014 | Asia Tour    | 3º   | Julien Antomarchi (9º)    |
| 2014 | Europe Tour  | 34º  | Rémy Di Grégorio (61º)    |
| 2015 | Asia Tour    | 18º  | Evaldas Šiškevičius (33º) |
| 2015 | Europe Tour  | 17º  | Ignatas Konovalovas (31º) |
| 2016 | America Tour | 29º  | Daniel Díaz (115º)        |
| 2016 | Asia Tour    | 94º  | Rémy Di Grégorio (560º)   |
| 2016 | Europe Tour  | 34º  | Delio Fernández (224º)    |
| 2017 | Africa Tour  | 18º  | Mikel Aristi (89º)        |
| 2017 | Asia Tour    | 32º  | Rémy Di Grégorio (80º)    |
| 2017 | Europe Tour  | 12º  | Mauro Finetto (29º)       |
| 2017 | Oceania Tour | 7º   | Benjamin Dyball (9º)      |
| 2018 | Africa Tour  | 2º   | Joseph Areruya (1º)       |
| 2018 | Asia Tour    | 15º  | Javier Moreno (47º)       |
| 2018 | Europe Tour  | 17º  | Mauro Finetto (119º)      |

## Divise
| Delko (2016) | Nippo Delko (2020) | Delko (2021) |

## Palmarès
Aggiornato al 31 dicembre 2021.

### Campionati nazionali
- Campionati bulgari: 1

In linea: 2018 (Nikolaj Mihajlov)
- Campionati francesi: 1

Cronometro Under-23: 2013 (Yoann Paillot)
- Campionati lituani: 3

In linea: 2019 (Ramūnas Navardauskas)
Cronometro: 2020, 2021 (Evaldas Šiškevičius)
- Campionati ruandesi: 2

Cronometro: 2018, 2019 (Joseph Areruya)
- Campionati serbi: 1

In linea: 2021 (Dušan Rajović)